# Denis Jacques de Moret
Denis Jacques de Moret, seigneur du Jalet, né le 14 mars 1747, mort le 14 août 1795, est un général de brigade de la Révolution française.

## États de service
Le 18 mai 1792, il est nommé lieutenant-colonel au régiment de Condé, et il sert à l’armée de la Moselle, et le 3 mai 1794, il devient chef de brigade à la 110e demi-brigade de bataille à l’armée de Sambre-et-Meuse
Il est promu général de brigade le 13 juin 1795, et il est affecté à l’armée des côtes de Brest, mais il meurt le 14 août suivant, avant d’avoir rejoint son affectation.

## Sources
- (en) « Generals Who Served in the French Army during the Period 1789 - 1814: Eberle to Exelmans »
- Côte S.H.A.T.: 8 YD 595
- Léon Hennet, Etat militaire de France pour l’année 1793, Siège de la société, Paris, 1903, p. 105.
- (pl) « Napoléon.org.pl »